# 歌詞ピタ
歌詞ピタ（かしピタ）は、ウォークマンで曲を再生すると歌詞が自動スクロール表示される機能。2018年7月31日にサービス終了。

## 概要
曲を聴きながら一緒に歌いたい、あの曲の歌詞を覚えたいといった場合に有効。
歌詞は3行表示。早送りも巻き戻しも歌詞を見ながらできるから聴きたいところがすぐ探せる。 

## 対応する環境
以下の環境で対応している。

### OS、ブラウザ
- Windows 10 Pro (32bit/64bit)  / Windows 10 Home (32bit/64bit)
- Windows 8.1 Pro (32bit/64bit)  / Windows 8.1 (32bit/64bit)
- Windows 8 Pro (32bit/64bit)  / Windows 8 (32bit/64bit)
- Windows 7 Ultimate (32bit/64bit) / Windows 7 Professional (32bit/64bit) / Windows 7 Home Premium (32bit/64bit) / Windows 7 Starter (32bit)
- Microsoft(R) Internet Explorer 11.0 以上 (32bit版)がデフォルトに設定されている上記のOS。

### ウォークマン
- NW-A10, A20, A30, A840, A850, A860
- E050, E050K, E060, E060K, E080, E080K
- F800, F800BT, F800K, F880
- S10, S10K, S640, S640K, S740, S740K, S750, S750K, S760, S760K, S764BT, S770, S770BT, S770K, S780, S780K
- WM1, Z1000, ZX

## 「歌詞ピタ」終了後の作成方法
ウォークマン上で歌詞を表示するためには、メモ帳等を使って歌詞データを「.lrc」ファイルとして作成後、音声ファイルと同じ名称で同一フォルダに保存することにより可能となる。
作成方法としては、media goを使用する方法や、プチリリメーカーを使う方法がある。